# Loubressac
Loubressac is een gemeente in het Franse departement Lot (regio Occitanie). De plaats maakt deel uit van het arrondissement Figeac. Loubressac is lid van Les Plus Beaux Villages de France. Loubressac telde op 1 januari 2022 514 inwoners.

## Geografie
De oppervlakte van Loubressac bedroeg op 1 januari 2022 23,75 vierkante kilometer; de bevolkingsdichtheid was toen 21,6 inwoners per km².

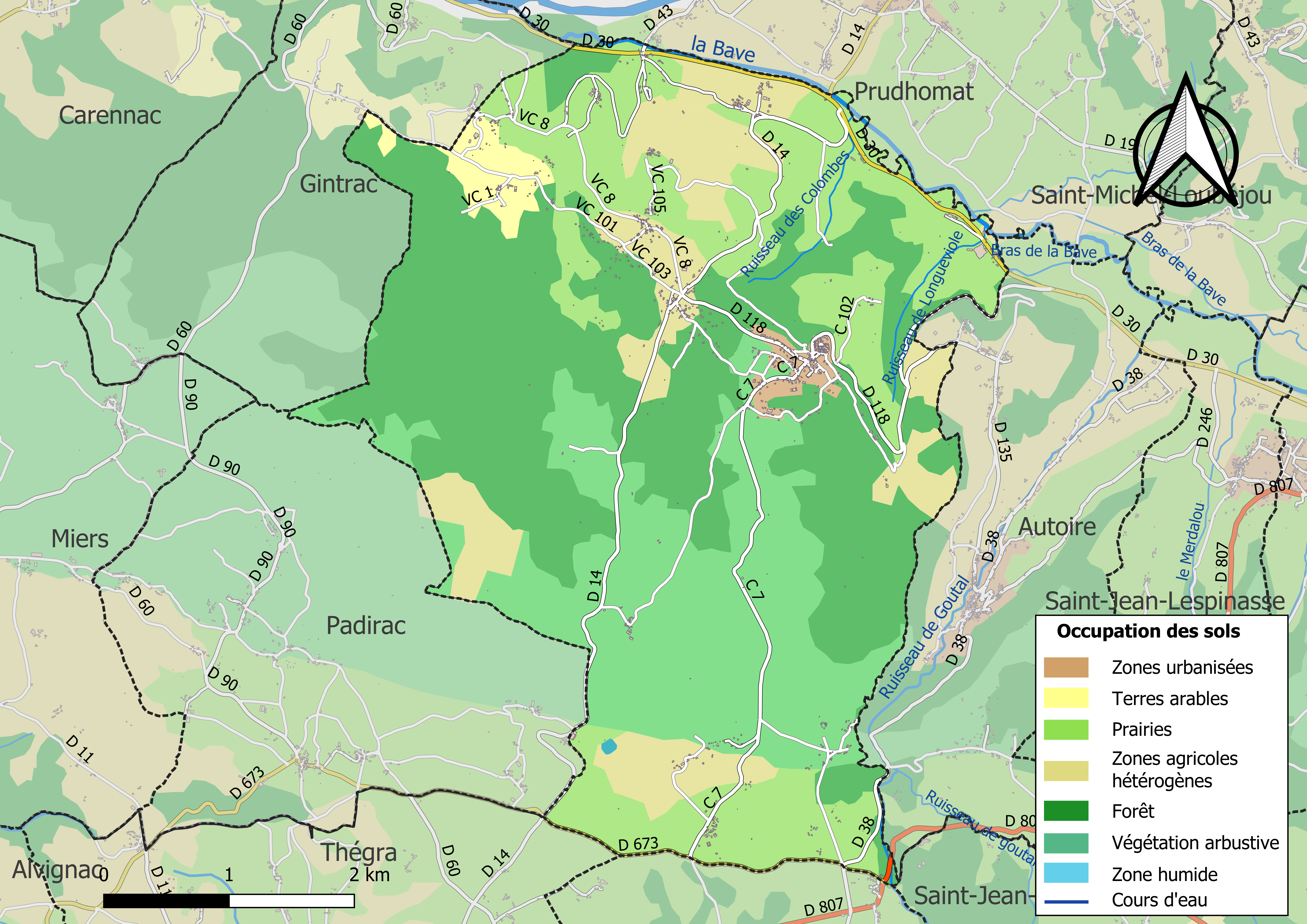
Kaart van de gemeente met de belangrijkste infrastructuur, bodemgebruik en omliggende gemeenten

## Demografie
Onderstaande figuur toont het verloop van het inwonertal (bron: INSEE-tellingen).